# Espeln
Espeln ist ein Ortsteil der Gemeinde Hövelhof in Nordrhein-Westfalen, Deutschland und gehört zum Kreis Paderborn.
Espeln liegt im Osten der Westfälischen Bucht.

## Geschichte

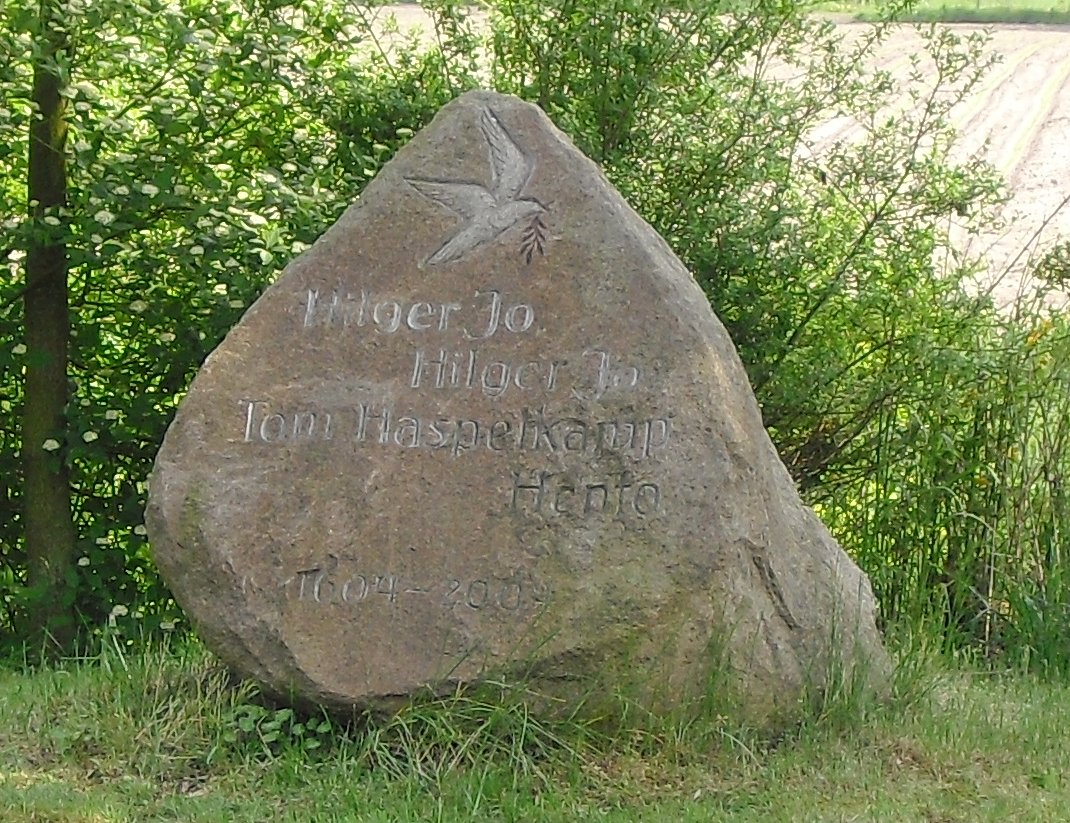
Gedenkstein der Schlacht am Haspelkamp

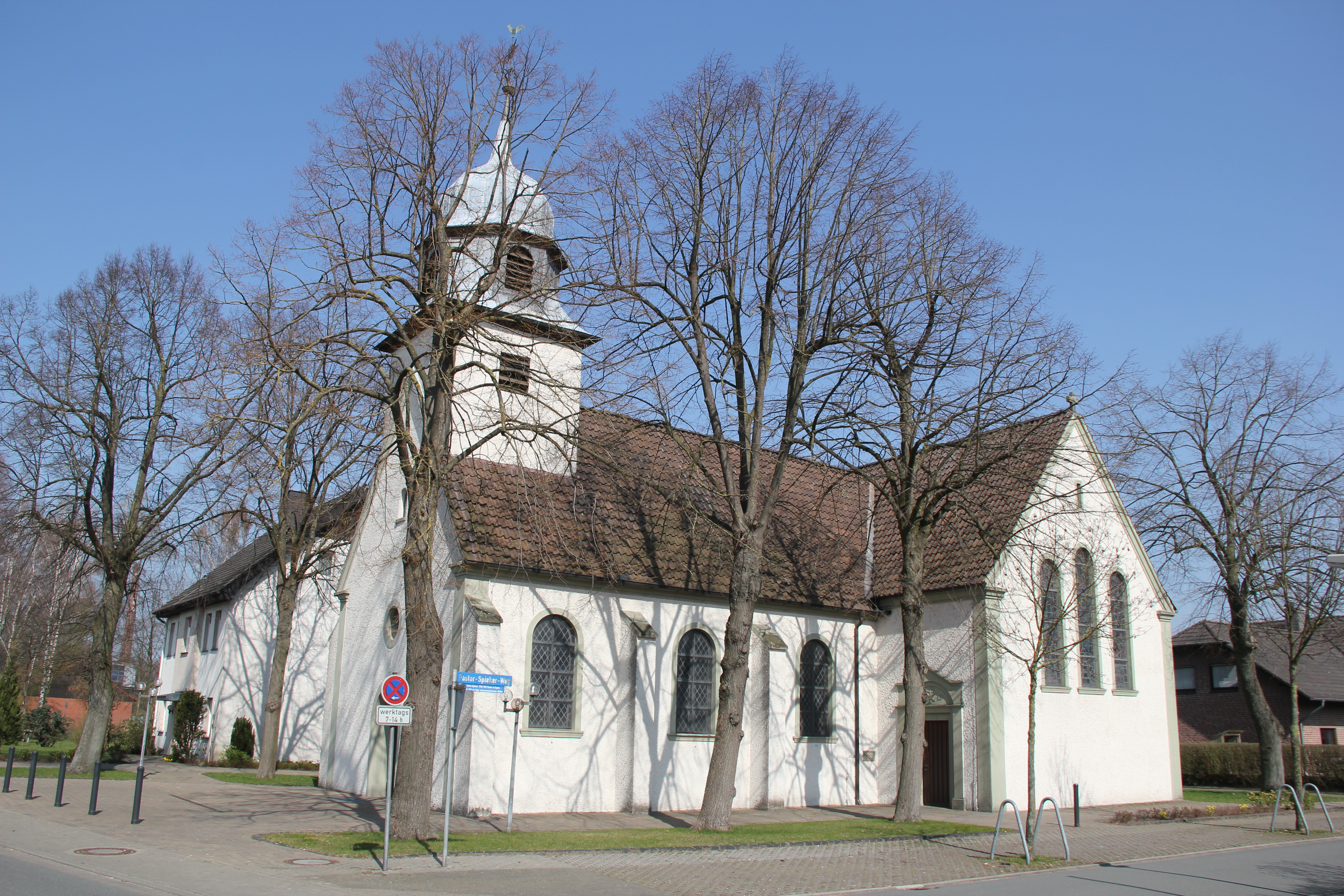
Herz-Jesu-Kirche Espeln

Espeln wurde erstmals am 29. April 1446 schriftlich in einem Kaufvertrag über den Verkauf einer Kuh vom Wecker von Espenloh an die Schlossküche in Schloß Neuhaus (damals Neuhaus) erwähnt. Als Bauerschaft wird Espeln am 4. Juli 1502 erstmals bezeichnet, als es sich mit den Bauern aus Osterloh und Steinhorst beim Landrentmeister Peter von Lyns in Paderborn beschwerte, dass die Untertanen des Grafen von Rietberg eine Landwehr mit verschließbarem Durchlass auf Delbrücker Boden angelegt hatten.
Am 16. April 1604 zogen Spanische Meuterer am Weckerhof an den Espelnschlingen vorbei, um die Grafschaft Rietberg zu erreichen. Zuvor hatten sie Paderborn belagert und waren nach Herausgabe von 12000 Talern abgezogen. Man ließ sie unter geheimer Beobachtung ziehen. Dann eröffneten Heißsporne das Feuer auf die Nachhut der Spanier. Zwei vornehme Soldaten – wahrscheinlich Offiziere – wurden getötet. Danach wurde das gesamte Delbrücker Land von den spanischen Soldaten verwüstet. Am Haspelkamp sollen es bei der Schlacht alleine 400 Tote und über 100 Verletzte gewesen sein. Insgesamt waren es aber bis zu 700.
Nachdem die Soldaten noch 1000 Taler erpressten, zogen sie nach Rietberg.
Anfang des 20. Jahrhunderts gab es in Espeln einen Kirchenbann.
Seit 1920 gibt es in Espeln den Heimat- und Bürgerverein. Dieser richtet jedes Jahr das Große Heimat- und Erntedankfest am 1. Sonntag im September mit einem mehrere hundert Meter langen Festumzug aus. Der Umzug besteht aus mindestens 20 Positionen (Erntewagen, Heuwagen, Feierabendwagen, Kinderzug, Spielmannszüge usw.). Anschließend wird der Erntekönig durch Kranzreiten ermittelt.
In den 1960er-Jahren wurden die Wege und Straßen mit Namen versehen. Vorher hatten die Häuser und Höfe nur Nummern.
Am 1. Januar 1975 wurde Espeln von Ostenland nach Hövelhof im Rahmen der Neugliederung der Gemeinden umgemeindet.

## Regelmäßige Veranstaltungen
- Jeden ersten Sonntag im September Heimat- und Erntedankfest
- Sportfest im Juni
- Fuchsjagd der Reitergruppe Espeln
- Osterfeuer der Landjugend
- Sankt Martin
- Weihnachtsmarkt am 1. Advent